# Unchained (Arrow)
Unchained es el décimo segundo episodio de la cuarta temporada y octagésimo primer episodio a lo largo de la serie de televisión estadounidense de drama y ciencia ficción, Arrow. El episodio fue escrito por Speed Weed y Beth Schwartz y dirigido por Kevin Fair. Fue estrenado el 3 de febrero de 2016 en Estados Unidos por la cadena The CW.
Roy regresa a Star City y el equipo descubre que está siendo chantajeado por un criminal cibernético conocido como The Calculator. Mientras tanto, la salud de Thea empeora debido a la sed de sangre; Nyssa es liberada de su prisión y pone en movimiento su plan de venganza contra Malcolm; el padre de Felicity se encuentra en la ciudad. Finalmente en un flashback, Oliver le revela a Taiana que él es el verdadero asesino de Vlad.

## Elenco
- Stephen Amell como Oliver Queen/Flecha Verde.
- Katie Cassidy como Laurel Lance/Canario Negro.
- David Ramsey como John Diggle/Spartan.
- Willa Holland como Thea Queen/Speedy.
- Emily Bett Rickards como Felicity Smoak/Overwatch.
- John Barrowman como Malcolm Merlyn/Ra's al Ghul.
- Paul Blackthorne como el capitán Quentin Lance.

## Continuidad
- Shado fue vista anteriormente en Unthinkable.
- Roy Harper fue visto anteriormente en This is Your Sword.
- Tatsu Yamashiro fue vista anteriormente en My Name is Oliver Queen.
- Nyssa al Ghul fue vista anteriormente en Restoration.
- Alex Davis fue visto anteriormente en Blood Debts.
- El episodio marca la primera aparición de The Calculator.
- Roy regresa a Star City tras ser chantajeado por The Calculator.
- Debido a la sed de sangre, la salud de Thea comienza a agravarse.
- Oliver intenta hacer un trato con Damien Darhk para salvar a Thea.
- En un flashback, Oliver sufre una alucinación de Shado que lo lleva a confesarle a Taiana que él asesinó a Vlad.
- Se revela que The Calculator es el padre de Felicity.

## Desarrollo

### Producción
La producción de este episodio comenzó el 10 de noviembre y terminó el 19 de noviembre de 2015.

### Filmación
El episodio fue filmado del 20 de noviembre al 3 de diciembre de 2015.